# Querberg (Spessart)
Der Querberg ist ein 567 m ü. NHN hoher Berg im Spessart in den bayerischen Landkreisen Aschaffenburg und Miltenberg.

## Beschreibung
Der Querberg ist der höchste Berg im Landkreis Miltenberg und der fünfthöchste im Spessart. Sein Gipfel selbst liegt auf dem Gebiet des Landkreises Miltenberg auf der Gemarkung von Altenbuch. Das Gemeindegebiet von Dammbach zieht sich auf der Nordwestseite bis unterhalb des Gipfels. Der Berg wird im Nordosten durch das Tal des Kropfbaches und im Südwesten durch das des Faulbaches begrenzt. Im Norden geht er flach zur Hockenhöhe (558 m) und im Südosten zum Kropfschnabel (550 m) über.
Über den Querberg verläuft der Eselsweg.